# Mostrador

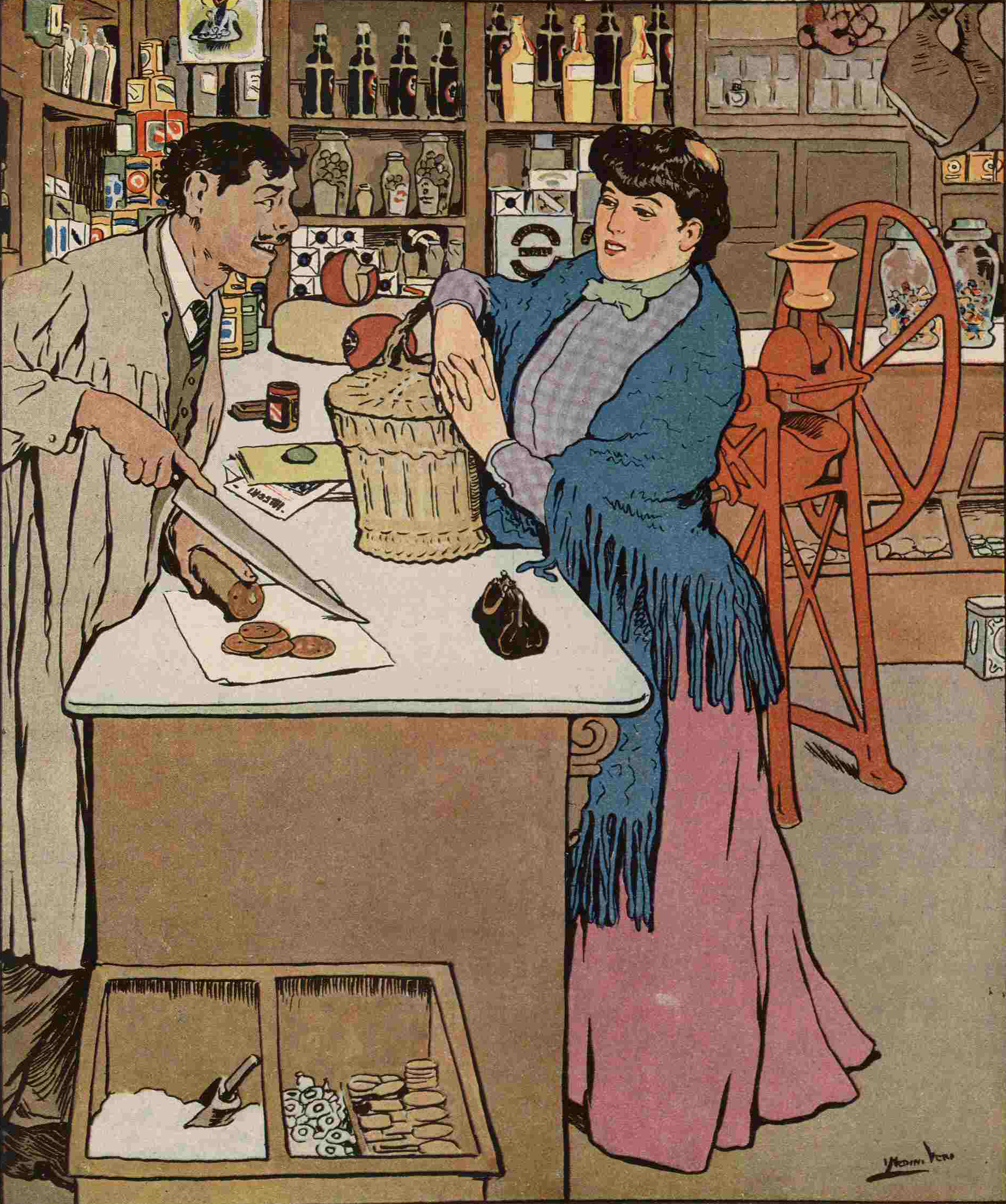
Ejemplo de mostrador

Un mostrador, caunter, o counter, es una mesa alargada que sirve para apoyar y mostrar los productos dentro de un establecimiento comercial. Los mostradores son parte del mobiliario comercial y, originalmente, tenían la función de exponer y mostrar al cliente el producto que solicitaba. En la actualidad, con la difusión de los establecimientos de libre servicio, las funciones del mostrador han quedado prácticamente reducidas a las operaciones de cierre de la transacción, como el empaquetado para regalo y pago. 
Sobre el mostrador, se colocan instrumentos de cobro y de consulta, como el ordenador o la caja registradora y se realizan las acciones de desetiquetado, empaquetado y embolsado del artículo. Sobre un mostrador, se colocan también los productos escogidos para su adquisición, se reciben posibles devoluciones de mercancía y se atienden consultas de los clientes.

## Tipos de mostrador

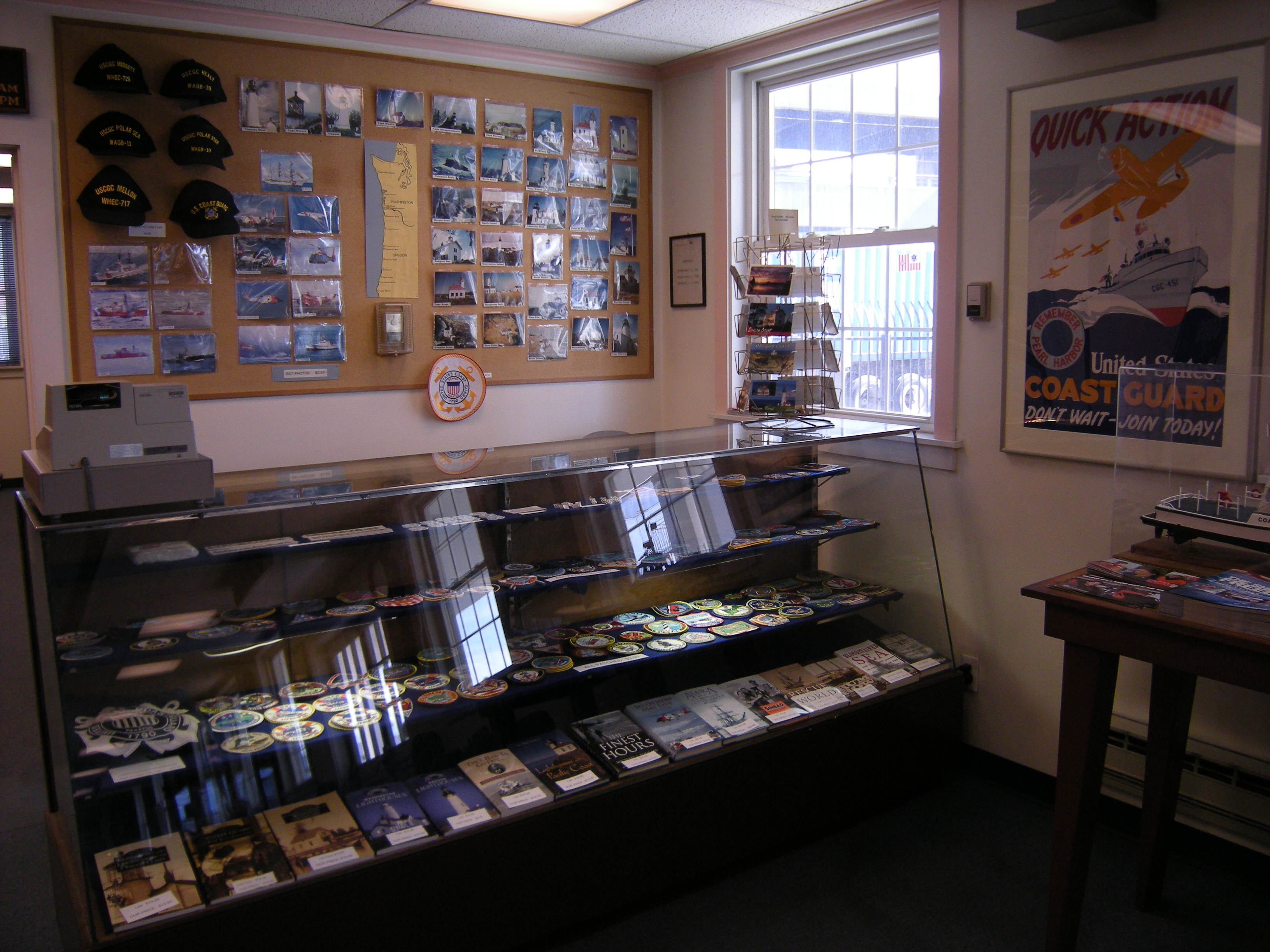
Mostrador vitrina

Los mostradores son estructuras de madera cerradas con una configuración alta, estrecha y alargada. En su cara interior constan de cajones y armarios en los que se guardan cintas, envoltorios, bolsas y otros materiales comerciales. Su parte exterior presenta un acabado liso y pulido para facilitar la limpieza e higiene dentro del establecimiento; suelen disponer del nombre del establecimiento serigrafiado. 
Los mostradores más habituales son:

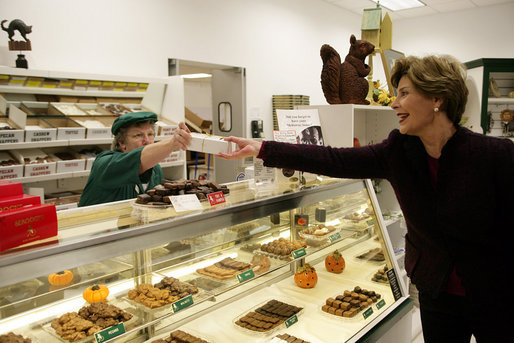
Laura Bush pagando sobre un mostrador de pastelería

- Mostrador clásico. Compuesto por una mesa recta de madera. Es el típico de un comercio tradicional o tienda.
- Mostrador semicircular. Mostrador que adopta una forma redondeada más estética que la anterior.
- Mostrador vitrina. Consta de dos partes. La inferior, de madera, apoya en el suelo y constituye la base y armazón del mueble. La superior, de vidrio, forma una vitrina expositora dentro de la cual se exponen diversos productos para su venta. Sus funciones son las propias del mostrador clásico pero a ellas se añade la exposición comercial de producto que queda a la vista del comprador mientras realiza otras operaciones.
- Mostrador refrigerado. En los establecimientos de productos frescos como carne o pescado, el mostrador forma parte de un mueble refrigerado a través de cuya vitrina se muestra el producto. Sobre el mismo, se sitúa una barra metálica sobre la que se apoya el producto y se realizan las operaciones de cobro.

## Ubicación
La colocación ideal del mostrador se sitúa en la segunda mitad del establecimiento con el fin de fomentar la circulación de los clientes hacia zonas frías de la tienda situadas al fondo de la misma. Tras el mostrador y sobre el mismo se recomienda colocar productos de compra por impulso de modo que cuando el cliente se coloque frente al mismo sienta la necesidad de adquirirlos.